# Guerville, Yvelines
Guerville là một xã thuộc tỉnh Yvelines, trong vùng Île-de-France, Pháp, cự ly khoảng 6 km về phía nam của Mantes-la-Jolie.
Người dân địa phương trong tiếng Pháp gọi là Guervillois.
Các xã giáp ranh: Limay và Porcheville về phía bắc, Mézières-sur-Seine về phía đông, Boinville-en-Mantois về phía đông nam, Arnouville-lès-Mantes về phía nam, Breuil-Bois-Robert về phía tây nam, Auffreville-Brasseuil về phía tây của Mantes-la-Ville về phía tây bắc.

## Biến động dân số
| 1793 | 1800 | 1806 | 1821 | 1831 | 1836 | 1841 | 1846 | 1851 |
| ---- | ---- | ---- | ---- | ---- | ---- | ---- | ---- | ---- |
| 821  | 800  | 839  | 891  | 909  | 916  | 888  | 867  | 850  |

| 1856 | 1861 | 1866 | 1872 | 1876 | 1881 | 1886 | 1891 | 1896 |
| ---- | ---- | ---- | ---- | ---- | ---- | ---- | ---- | ---- |
| 826  | 801  | 750  | 764  | 744  | 747  | 728  | 733  | 671  |

| 1901 | 1906 | 1911 | 1921 | 1926 | 1931 | 1936 | 1946 | 1954 |
| ---- | ---- | ---- | ---- | ---- | ---- | ---- | ---- | ---- |
| 693  | 664  | 747  | 647  | 690  | 771  | 770  | 813  | 966  |

| 1962                                         | 1968  | 1975  | 1982  | 1990  | 1999  | - | - | - |
| -------------------------------------------- | ----- | ----- | ----- | ----- | ----- | - | - | - |
| 1 277                                        | 1 360 | 1 754 | 1 644 | 1 898 | 1 899 | - | - | - |
| Số liệu kể từ 1962 : dân số không tính trùng |       |       |       |       |       |   |   |   |